# 下水管社会主義

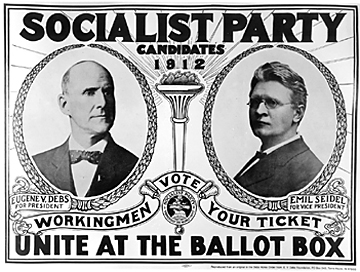
1912年アメリカ合衆国大統領選挙のキャンペーンポスター。右はアメリカ社会党の副大統領候補となったミルウォーキー市のザイデル市長

下水管社会主義（げすいかんしゃかいしゅぎ、英語: Sewer Socialism）とは、アメリカ合衆国ウィスコンシン州ミルウォーキーを中心として、20世紀前半から1960年頃まで展開された社会主義（社会民主主義）運動を指す用語で、もとは蔑称。ミルウォーキーは米国では例外的に社会主義運動が政治的に大きな影響力を持っていた都市であり、1910年にアメリカ社会党のヴィクター・L・バーガーをアメリカ連邦議会下院議員に選出したほか、1910年から1960年にかけて中断を挟みながら3人の社会党員市長が長期にわたって市政を運営した。
「下水管社会主義」という言葉は、1932年にミルウォーキーで開催されたアメリカ社会党大会において、ミルウォーキーの社会主義者が同市の優れた公共下水道システムを自慢した事に対し、モリス・ヒルクイット（アメリカ社会党指導者の一人）が彼らとその政策を評して編み出したのが最初とされる。

## 思想
ミルウォーキーでは1880年代から労働運動が盛んに行われた。1897年にアメリカ社会民主党 (Social Democratic Party of America) が結成されると、ミルウォーキーの社会主義者たちもこれに参加することとなった。
1901年、アメリカ社会民主党と社会労働党 (Socialist Labor Party of America) の一部が合同して結成されたアメリカ社会党は、正統派マルクス主義よりも民主社会主義を選好し、社会理論なり革命主義的な修辞を極力避け、公衆衛生の改善に尽力する事を明言した。ミルウォーキーの「下水管社会主義」者たちは、新たな衛生システムや市営水道網・電力網・公園などを整備し、住宅地や工場の環境を向上させたのみならず、教育機会の改善も図るなど、「産業革命の負の遺産」の一掃に取り組んだ。
19世紀末から20世紀前半にかけてのウィスコンシン州では、進歩主義を唱えるロバート・M・ラフォレット・シニア（1855年 - 1925年）が下院議員（在任: 1885年 - 1891年）・ウィスコンシン州知事（在任: 1901年 - 1906年）・上院議員（在任: 1906年 - 1925年）を務めた（進歩主義時代も参照）。「下水管社会主義」は、ラフォレットの唱えた進歩主義と比較される事が多い。

## ヴィクター・L・バーガー

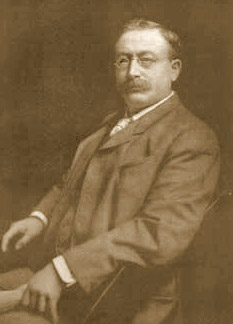
ヴィクター・L・バーガー

ヴィクター・L・バーガー（1860年 - 1929年）は「下水管社会主義」を唱導した1人である。ユダヤ系オーストリア人移民であるバーガーは、英語やドイツ語の日刊紙を発行し、選挙前となるとミルウォーキーの各家庭に無料で配布した。
1910年には、連邦議会下院議員（ウィスコンシン州第5選挙区選出）に当選、米国初の社会主義者の連邦議会議員となった。バーガーは1911年から1913年まで議員を務め、落選を挟んで1918年に再選を果たす。しかし、合衆国の第一次世界大戦参戦に反対したために、スパイ防止法違反の廉で議席を剥奪され、欠員が宣言された。1923年の選挙で同選挙区から議員に選出され、1929年まで下院議員を務めた。在任中に提案した老齢年金や失業保険、公営住宅といった制度は、後年実現に漕ぎ着けた。

## ミルウォーキー市政選挙
バーガーが連邦議会議員に初当選をはたした1910年、社会党はミルウォーキーの選挙で大勝利を収めた。エミル・ザイデルが市長に当選し、市議会・郡議会で多数の議席を占めた。ザイデルは、米国初の社会主義者の首長である（在任: 1910年 - 1912年）。ザイデルは、1912年の大統領選挙で同党の副大統領候補にも選ばれている。この大統領選挙で社会党は、過去最高の得票率である6％を記録した。
その後、ミルウォーキー市長選挙では1916年に社会党員のダニエル・ホーンが当選し、1940年まで6期24年にわたり市長職を全うした。1910年の選挙時ほど、地方選挙における勢力回復は成らなかったが、1940年の市長選でホーンが敗北するまで、少なからぬ影響力を及ぼす事となる。それは1948年の同市長選で、フランク・ザイドラーが3人目の社会党員首長として当選した事からも分かるであろう（任期は1960年までの3期12年）。
なお、ザイドラーの退任以後、米国の主要都市では社会主義陣営の首長は誕生していない。

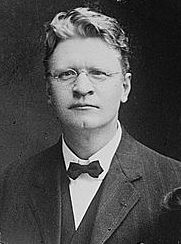
エミル・ザイデル（市長在任: 1910-1912）
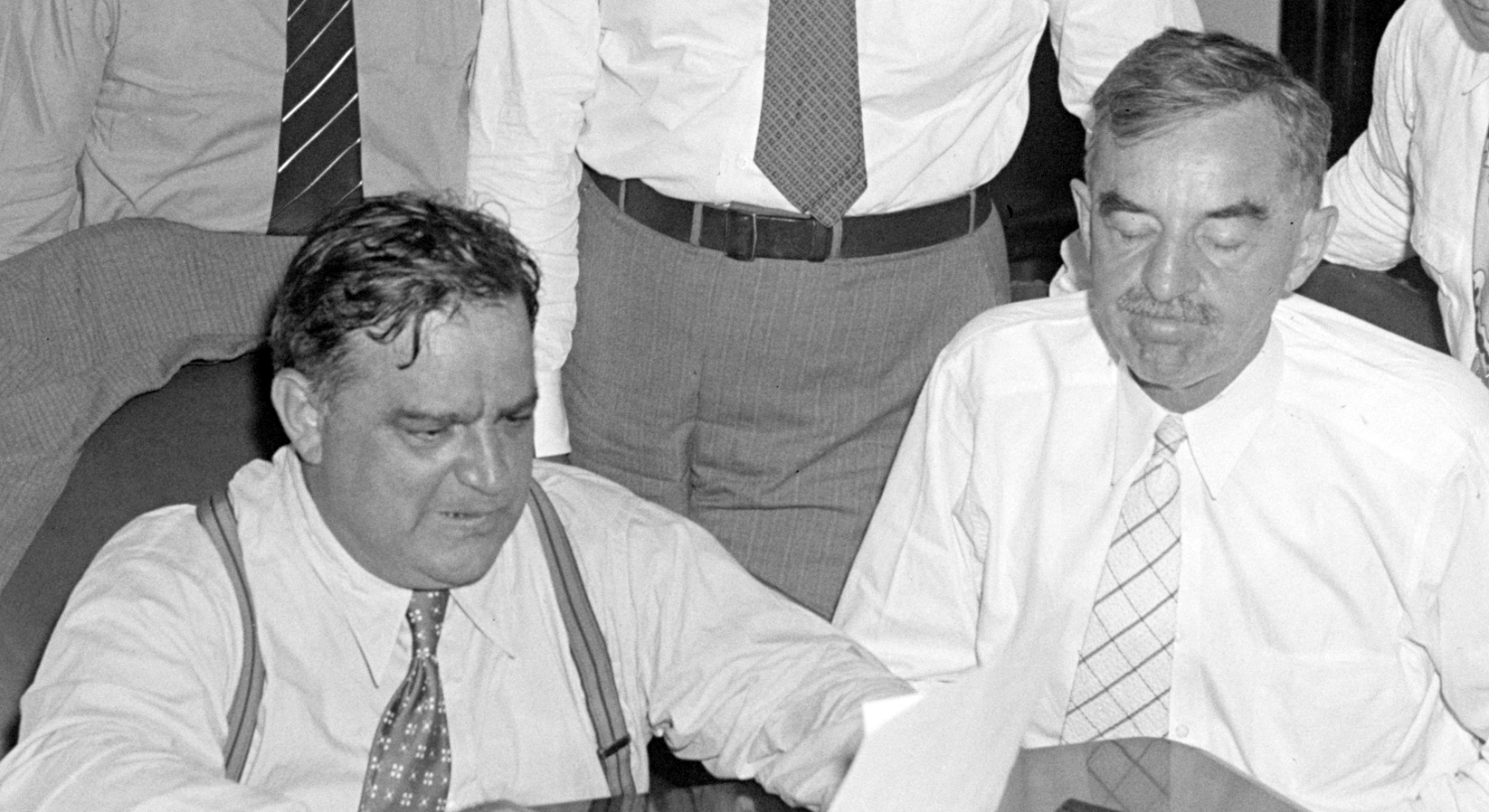
ダニエル・ホーン（右、市長在任: 1916-1940）。左はニューヨークのラガーディア市長

## 進歩主義との関係
社会党は、ロバート・M・ラフォレット・シニアらウィスコンシンの進歩主義者たち（進歩党（1924年結党）、ウィスコンシン進歩党（1934年 – 1946年））と思想なり政策なりを同じくする事が多かったものの、イデオロギーの面で隔たりが大きかったため、両者の間には緊張関係があった。社会党州議会議員のジョージ・L・テュースが失業給付を巡り1932年に議論を行った際、進歩党を「脳がいかれた社会党」と述べたのである。両党はミルウォーキーの選挙で候補をぶつけることはしなかったものの、選挙時に共闘体制を整える事も滅多に無かった。特筆されるべき唯一の例外は1924年の大統領選挙で、この時には進歩党のラフォレット・シニア候補を社会党が支持した。両者の共闘関係が築けなかった要因としては、共和党に対するスタンスが挙げられる。進歩党は元々共和党の分派として発足した事もあり、同党と度々行動を共にした一方で、社会党は共和党を公然と非難したのである。
進歩主義者の立場に立つ『キャピタル・タイムズ』紙の編集者ウィリアム・エヴジューは、1961年、自らが知る社会党議員について次のように記している。「彼らには決してロビイストが寄り付かない。なぜならロビイストは、社会党議員に影響力を及ぼす事が出来ないのを知っているからである。」。